# Elina Metso
Elina Terése Johansson Metso, född 4 september 1988, är en svensk konstnär.
Metso är utbildad spelutvecklare från Göteborg och har även arbetat som frilansande illustratör. Som konstnär gör hon vanligen muralmålningar, ofta med porträtt av kvinnor eller androgyna karaktärer.
Elina Metso har målat i bland annat Halmstad, på Malmöfestivalen, Art Stays Here i Berlin, Mimmit Peinttaa i Helsingfors, under tre år på den turnerande muralfestivalen Artscape, på Gatukonstveckan i Härnösand och på Paint the City i Lindesberg. Hon har även gjort målningar på flera platser i Stockholmsområdet, till exempel i Hornstull, Arenastaden, Solna och Hellasgården.
Hon är yngre syster till Frida Johansson Metso.